# Michaela Stark
Pour les articles homonymes, voir Stark.
 (avril 2024).
La mise en forme du texte ne suit pas les recommandations de Wikipédia : il faut le « wikifier ».
Les points d'amélioration suivants sont les cas les plus fréquents :
- Les titres sont pré-formatés par le logiciel. Ils ne sont ni en capitales, ni en gras.
- Le texte ne doit pas être écrit en capitales (les noms de famille non plus), ni en gras, ni en italique, ni en « petit »…
- Le gras n'est utilisé que pour surligner le titre de l'article dans l'introduction, une seule fois.
- L'italique est rarement utilisé : mots en langue étrangère, titres d'œuvres, noms de bateaux, etc.
- Les citations ne sont pas en italique mais en corps de texte normal. Elles sont entourées par des guillemets français : « et ».
- Les listes à puces sont à éviter, des paragraphes rédigés étant largement préférés. Les tableaux sont à réserver à la présentation de données structurées (résultats, etc.).
- Les appels de note de bas de page (petits chiffres en exposant, introduits par l'outil «  Source ») sont à placer entre la fin de phrase et le point final[comme ça].
- Les liens internes (vers d'autres articles de Wikipédia) sont à choisir avec parcimonie. Créez des liens vers des articles approfondissant le sujet. Les termes génériques sans rapport avec le sujet sont à éviter, ainsi que les répétitions de liens vers un même terme.
- Les liens externes sont à placer uniquement dans une section « Liens externes », à la fin de l'article. Ces liens sont à choisir avec parcimonie suivant les règles définies. Si un lien sert de source à l'article, son insertion dans le texte est à faire par les notes de bas de page.
- La présentation des références doit suivre les conventions bibliographiques. Il est recommandé d'utiliser les modèles {{Ouvrage}}, {{Chapitre}}, {{Article}}, {{Lien web}} et/ou {{Bibliographie}}. Le mode d'édition visuel peut mettre en forme automatiquement les références.
- Insérer une infobox (cadre d'informations à droite) n'est pas obligatoire pour parachever la mise en page.

Pour une aide détaillée, merci de consulter Aide:Wikification.
Si vous pensez que ces points ont été résolus, vous pouvez retirer ce bandeau et améliorer la mise en forme d'un autre article.
 (avril 2024).
Michaela Stark est une artiste et couturière australienne née[Quand ?] dans la ville de Brisbane. Elle est actuellement basée à Londres. Connue pour ses réalisations de pièces de lingeries sur mesure déformant le corps, à la frontière de l’art et de la mode.
Michaela Stark joue avec le contraste des matériaux délicat tels que la soie, le taffetas, la mousseline, la tulle, les rubans, les perles, contrastant avec la lingerie et ses corsets asymétriques serrés à l’extrême qui remodèlent le corps, mettant en valeurs les bourrelets et rondeurs. Des effets qu'elle adapte à chaque corps, selon ses commandes.

## Biographie
Michaela Stark naît à Brisbane, en Australie. Dès son adolescence elle s’intéresse au monde de la mode. Elle obtient un diplôme en design de mode à l'Université de technologie du Queensland, et effectue un échange à l’école de design de Milan. Un de ses professeurs lui propose un stage de trois mois au showroom parisien de l’agent de mode Florence Deschamp. À son retour à Brisbane, elle est déterminée à retourner en Europe. En 2017 elle s’installe à Londres et décroche un stage auprès de la jeune artiste multidisciplinaire Claire Barrow. Au cours des six mois suivants, elle a évolué entre les studios de plusieurs talents émergents de la mode londonienne.

## Expositions, performances et conférences
Ensemble des expositions, performances et conférences :

### 2021
- Cours de dessin en direct et performance à Dazed Live au 180 Strand
- Panel à Dazed Live au 180 Strand
- Panel avec Sølve Sundsbø et Perfect Magazine à Sarabande, London
- Performance au 3537, Paris, en collaboration avec Jean Paul Gaultier
- "Stark Naked" Exposition au 3537 à Paris, en collaboration avec Sølve Sundsbø

### 2022
- Conférence à Thyssen Museum, Spain
- Sculpture Collaborative avec Nick Knight, exposé à Somerset House

### 2023
- Looks couture commandés par Victoria Secret exposés au Manhattan Center, New York City

### 2024
- "Michaela Stark's Panty Show" exposition, Fondazione Sozzani, Milano en collaboration avec Charlotte Rutherford
- Février : Performance à Fondazione Sozanni, prévue pour la Fashion Week à Milan

## Engagement
Durant son adolescence Michaela Stark éprouve de la dysmorphie à l’égard de son corps, ne se retrouvant pas dans l’image sociétale du corps parfait, et maigre. Par la suite elle se réapproprie son corps et utilise ses créations comme moyen d'autonomisation (terme dérivé de l'anglais "empowerment"). Cette dysmorphie se transforme en passion pour l’esthétique du grotesque et obsession avec le corset.
Elle cherche à célébrer ce qui serait considéré par la société comme des « imperfections » du corps d’une femme, accentuant les poignées d’amour, les bourrelets, le ventre et les vergetures au lieu de les cacher.
Ses corsets asymétriques, compressant les seins, faisant ressortir le ventre ; ses sous vêtements ficelant le corps et laissant apparents les poils pubiens et la pilosité axillaire bousculent les normes sociétales autour du corps de la femmes en allant aux antipodes des corps standardisés, lisses et immaculés.
Durant ses études elle avait l’habitude de créer des vêtements pour des modèles de taille échantillon, en école de mode elle a appris que les échantillons doivent être réalisés dans une taille plus petite, puis être adaptés ensuite à des tailles plus grandes lors du processus de « réalisation ». Elle rajoutait donc des éléments « gros », « flasques » ou « poilus » lors de la fabrication et de l'embellissement.
La mode a une force culturelle énorme, dont les gens[Qui ?] sont de plus en plus conscients.[non neutre] La monde de la mode propose souvent des corps très maigres et très peu de diversité.
Michaela Stark s’intéresse aux théories du corps grotesque et à l'intersection entre le grotesque et la beauté, ainsi qu’à la corseterie et la lingerie et les rôles socio-politiques de ces vêtements à travers l'histoire.
Les corsets ont la mauvaise réputation d’être serrés, restrictifs et emblématiques des normes patriarcales d’antan[évasif]. Mais Michaela Stark, s’intéresse à l’histoire politique du vêtement et sa capacité à sculpter et à façonner le corps selon des idéaux contre nature, elle détourne le corset pour en faire un outil de critique sociale.
Il arrive souvent que sur la plateforme de réseaux social Instagram que l’artiste et couturière se retrouve censurée par l’application et/ou critiquée pour sa pratique[réf. nécessaire].
Les réactions négatives qu’elle reçoit font partie intégrante du dialogue qu’elle souhaite avoir. Ces critiques suscitent des conversations autour du sujet parfois tabou du diktat du corps. 